# Karlovačka građanska garda
Karlovačka građanska garda je povjesno-protokolarna postrojba Grada Karlovca. U današnjem sastavu djeluje od 1996., kada je osnovana Odlukom Gradskog vijeća Grada Karlovca, na inicijativu pripadnika 110. brigade Hrvatske vojske. Garda je članica Saveza povijesnih postrojbi hrvatske vojske, a 2015. primljena je i u Savez europskih povijesnih vojnih postrojbi.
Prvo postrojavanje bilo je na sam Dan grada Karlovca 13. srpnja 1996. godine. Ispred postroja koji je činilo 12 momaka, prvi nadzapovjednik gradonačelnik Vlado Jelkovac predao je sablju prvom zapovjedniku Dubravku Halovaniću. Tim je činom počelo djelovanje Karlovačke građanske garde kao protokolarne postrojbe Grada Karlovca. Karlovačka građanska garda danas ima 24 člana - jedan je nadzapovijednik Garde, koji je po Statutu gradonačelnik Karlovca, četiri časnika, dva počasna časnika, 17 momaka. 
Odoru čine crna čaka (kapa) s grbom Grada, plava surka, bijele hlače i rukavice te crne čizme, a naoružani su sabljom i puškom. Odora časnika ukrašena je zlatnim vezom, a momaka crvenim. Zastava je bijele boje, s jedne je strane grb grada i natpis Ljubav domovini, dok je s druge lik zaštitnika Karlovca svetog Josipa.

## Povijesna podloga
Premda nema pouzdanih podataka o datumu, pretpostavlja se da je Karlovačka građanska garda osnovana 1765. godine. Otad, pa do 1850. kad je raspuštena, imala je važnu ulogu u karlovačkoj povijesti. Tako je 1800. godine, pod zapovjedništvom kapetana Ferdinanda Pogačnika, imala 180 momaka. Zadaci pripadnika Karlovačke garde bili su brojni – brinuli su se za održavanje javnog reda i mira u gradu, noćne obilaske krčmi i svratišta, prosjake i skitnice trebali su otpratiti u zavičajnu općinu, osuđenike na smrt pod naoružanjem pratiti na stratište, pomagati građanima prilikom elementarnih nepogoda, čuvati grad od požara, u slučaju ratne opasnosti staviti se na raspolaganje obrani grada te sudjelovati u svim svečanostima koje su se održavale u gradu.
Već se 1803. zbog opasnosti od Francuza postrojba povećava na četiri kumpanije. Svaka je imala 250 momaka, a bile su pod zapovjedništvom kapetana Ivana Kreča. Grad Karlovac u to je doba bio osmišljen kao vojna utvrda – bio je sjedište brojnih pukovnija i svih rodova vojske, a nakon osnivanja i sjedište Karlovačke građanske garde. 
Garda je preustrojena 20. kolovoza 1813. godine. Dolaskom Francuza u grad gardisti dobivaju nove odore koje su nabavljali sami, a puške i sablje kojima su bili naoružani nabavljala je gradska općina. Kolika je bila popularnost i važnost Garde vidi se i iz činjenice da je obrtnik mogao otvoriti obrt u gradu tek ako je barem nekoliko godina u njoj služio.
Zastava Garde blagoslovljena je 8. rujna 1840., a svjedok blagoslovu bio je grof Janko Drašković. Na jednoj strani zastave bio je grb Karlovca i tekst Ljubav domovini, a na drugoj grb kralja Ferdinanda I. i tekst Vjernost kralju.
Garda se 1848. ponovno preustrojava. Njezini pripadnici nose hrvatska obilježja, a zapovjednik je bio ugledni karlovački trgovac Hinko Davilla. No, nastankom novih političkih prilika i uvođenjem apsolutizma oko 1851. potpuno se gasi i idućih 145 godina nema zapisa o njezinu postojanju.